# Metalectra quadrisignata
Metalectra quadrisignata là một loài bướm đêm trong họ Erebidae.